# ویلیام گاروود
ویلیام گاروود (انگلیسی: William Garwood؛ ۲۸ آوریل ۱۸۸۴ – ۲۸ دسامبر ۱۹۵۰) کارگردان اوایل دوران فیلم صامت در دهه ۱۹۱۰ اهل ایالات متحده آمریکا بود. در مجموع او در بیش از ۱۵۰ فیلم کوتاه و بلند حضور داشت.
در ۲۸ دسامبر ۱۹۵۰، ویلیام گاروود در اثر سیروز به دلیل اعتیاد به الکل در لس آنجلس در سن ۶۶ سالگی درگذشت.